# 2482 Perkin
2482 Perkin este un asteroid din centura principală, descoperit pe 13 februarie 1980 de Harvard Observatory.